# Piotr Skawiński
Piotr Skawiński (ur. w 1812 w Krzeszowie, zm. 16 stycznia 1902 w Bordeaux) – powstaniec listopadowy, działacz emigracyjny, agronom i wynalazca.

## Życiorys
Syn Ignacego. Ukończył 6 klas szkoły podstawowej w Lublinie, następnie zaciągnął się do wojska, do 2 pułku ułanów. W czasie powstania listopadowego walczył w stopniu podporucznika. Od 1836 roku na emigracji we Francji. W latach 1838–1840 był uczniem szkoły rolniczej w Grignon.  
W latach 1847–1895 zarządzał posiadłością Château-Giscou należącą do Jeana Pierra de Pescatore. Sławę zyskał jako hodowca winorośli i bydła rogatego. Jeden z gatunków winorośli został nazwany jego imieniem. W 1861 roku otrzymał złoty medal Société d’agriculture de la Gironde za pług do pracy w winnicy (charrue vigneronne Skawinski). Wynalazł również mieszankę, która chroniła winorośl przed pleśnią i mączniakiem w skład której wchodziła siarka, siarczan miedzi, pył węglowy i wapno. Nosiła ona nazwę proszek Skawińskiego  (Poudre Skawiński, Poudre et soufre Skawinski). Produkcję przemysłową proszku uruchomił jego syn Teofil. 
W 1840 roku ożenił się z córką Teofila Januszkiewicza, Marią Januszkiewicz. Mieli czwórlkę dzieci: Blankę,Teofila, Karola i Pawła. Po przejściu na emeryturę zamieszkał w Bordeaux. Został pochowany w Labarde.

## Odznaczenia
- Krzyż Srebrny Virtuti Militari[1][2]
- Kawaler Legi Honorowej (1889)[1]